# Ramblin' Gamblin' Man
Ramblin' Gamblin' Man är ett musikalbum av den amerikanska rockgruppen Bob Seger System som lanserades 1968 på skivbolaget Capitol Records. Albumets titelspår och första låt kom också att bli Bob Segers första hitsingel. En liveversion av denna låt finns även med på dubbelalbumet Live Bullet från 1976. Vidare innehåller albumet även låten "2 + 2 = ?", en protest mot Vietnamkriget som blev en mindre singelhit i Kanada.
På albumets omslag ses en kvinna i blå klänning stående i en liknande ställning som Sandro Botticellis Venus födelse. Från början var denna målning tänkt att användas som omslag, en idé som dock skrotades.

## Låtlista
(alla låtar skrivna av Bob Seger, utom "Gone", skriven av Dan Honaker)
1. "Ramblin' Gamblin' Man" - 2:21
2. "Tales of Lucy Blue" - 2:28
3. "Ivory" - 2:23
4. "Gone" - 3:28
5. "Down Home" - 3:01
6. "Train Man" - 4:06
7. "White Wall" - 5:20
8. "Black Eyed Girl" - 6:33
9. "2 + 2 = ?" - 2:49
10. "Doctor Fine" - 1:05
11. "The Last Song (Love Needs to Be Loved)" - 3:04

## Listplaceringar
- Billboard 200, USA: #62

## Fotnoter
1. ↑  ”Arkiverade kopian”. Arkiverad från originalet den 30 april 2018. https://web.archive.org/web/20180430113854/https://www.rollingstone.com/music/pictures/readers-poll-the-10-best-bob-seger-songs-20130417/8-ramblin-gamblin-man-0348028. Läst 29 april 2018.